# Nefertari
Nefertari, född omkring 1290 f.Kr, död omkring 1255 f.Kr., var en egyptisk drottning (stor kunglig hustru), gift med farao Ramses II. 
De gifte sig innan han blev farao, och äktenskapet var troligen ett kärleksäktenskap. Han benämnde henne som den som solen skiner på. Nefertari var skriftlärd, vilket var ovanligt för tiden. Diplomatiska brev hon har skrivit till kungligheter i grannländer finns bevarade. 
I Abu Simbel finns ett tempel till hennes ära, byggt av Ramses II. Hennes staty utanför templet är aningen högre än hennes makes, på grund av kronan på hennes huvud. Väggarna inne i templet täcks av bilder där Nefertari deltar aktivt i religiösa riter bredvid sin make, vilket tyder på att paret regerade Egypten tillsammans. Hon reste ner till Abu Simbel för att se sitt fullbordade tempel, men på grund av sjukdom såg hon bara exteriören. 
Nefertari dog 42 år före sin make, under hans 24:e regeringsår. Hennes grav i Drottningarnas dal i Luxor är den mest storslagna där. Graven är 520 kvadratmeter, och väggarna är täckta med bilder på Nefertari, men märkligt nog finns inte en enda bild av hennes make Ramses. På en av bilderna syns hon bära grekiska örhängen av silver, som sänts henne som gåva, ytterligare ett tecken på hennes betydelse som diplomat. 